# Таковски грмови
Таковски грм је старо стабло храста лужњака под којим је на Цвети 1815. године Милош Обреновић објавио почетак борбе против турске власти и почетак Другог српског устанка. Реч је о једном од симбола сећања на догађаје везане за коначно ослобађање од Турака и стварање српске државе. Стабла храста се налазе у оквиру спомен-комплекса Други српски устанак у Такову, на територији општине Горњи Милановац.  

## Стари таковски грм
Владари из породице Обреновић су се у тој мери са поштовањем односили према Таковском грму да су га сматрали династијском реликвијом. Поред тога, прво српско нововековно одликовање је названо управо по овом споменику природе. Стабло грма је било високо 23 метра, са пет великих грана и пречником стабла од преко 3,5 метра и обима крошње од 9 метара. Грм је почео да пропада, што је народна традиција везала за пропаст династије Обреновић. Највећа се грана одломила 1860. године најављујући смрт кнеза Милоша, мања 1868. године када је убијен кнез Михаило, а 1901. године олуја је ишчупала стабло, најављујући скори слом династије. 
Остаци овог првог грма се чувају у Музеју Другог српског устанка (на основу поклона од Црквене општине Горњи Милановац 1994. године), у Цркви Свете Тројице у Горњем Милановцу и на Шумарском факултету у Београду.

## „Грмови наследници”
Храст који је приликом посете Такову 1867. године кнез Михаило освештао за „наследника” налази се 18 метара даље од устаничког грма и недалеко од споменика подигнутог 1887. године. Његов циљ је био да, видевши да се старом храсту назире крај, посади нови грм који би био наследник старијег. Таковски грм је почео изненада да се суши 1991. године и последњи пут је олистао 1992. године. 
Интересантно је да су делови два таковска грма малтене читав један век провели у музеју у Зрењанину. Пролазници из Бечкерека, некадашњег назива Зрењанина, понели су са собом кору, лист и жир храстова. Половином 90-их година прошлог века они су враћени у Таково. Тих 90-тих година 20. века посађено је неколико стабала храста лужњака на тзв. „Кнежевим ливадама”, простором око оригиналног таковског грма који је кнез Михаило откупио. То је чин наставка традиције коју је установио кнез Милош Обреновић, што такође иде у корак са Михаиловом жељом да на овом подручју увек листа један храст све док је српске државе.

### Грм у Пионирском парку
У Пионирском парку (раније Дворском парку) расте грм храста лужњака, који је потомак старог таковског грма. Жиреве старог таковског грма је у Шапцу 1889. године посадила Катарина П. Куртовић. Никло је пет младица, а једна од њих је одатле крајем 19. века пресађена у тада Дворски парк, где и данас расте.

## Галерија
- Божидар Продановић, Таковски грм, бакропис, 29,5×39 цм, 1969.
- Таковски грмови - табла